# Anaceratagallia turanica
Anaceratagallia turanica är en insektsart som beskrevs av Dubovsky 1966. Anaceratagallia turanica ingår i släktet Anaceratagallia och familjen dvärgstritar. Inga underarter finns listade i Catalogue of Life.